# Кириченко, Вячеслав Павлович
Вячеслав Павлович Кириченко (род. 8 марта 1939, Пятигорск, Орджоникидзевский край) — советский футболист, защитник, полузащитник. Советский и молдавский тренер. Мастер спорта СССР, заслуженный тренер Молдавской ССР по футболу.

## Биография
Родился 8 марта 1939 года в Пятигорске. Отец погиб во время Великой Отечественной войны. В 1944 году Кириченко с матерью переехал в Грозный. В 16 лет пошёл начал работать слесарем-монтажником и играть в футбол. В 1958—1964 годах играл за грозненский «Терек». Вместе с командой победитель зональных турниров в классе «Б» (1960, 1961). Обладатель Кубка Чечено-Ингушской АССР (1958). В 1964 году перешёл в клуб чемпионата СССР «Молдова» Кишинёв, но на поле в том сезоне не выходил. В 1965—1967 годах в классе «Б» сыграл 87 матчей, забил три гола. Капитан команды в 1966 году. Прекратил карьеру из-за серьёзной травмы
Окончив факультет физического воспитания Кишинёвского государственного университета, Вячеслав Павлович Кириченко стал тренером «Молдовы» (был вынужден). В 1968—1973 годах работал тренером в «Нистру». Во втором круге чемпионата-1972 работал старшим тренером. В 1973 году клуб завоевал путёвки в высшую лигу, а Кириченко получил звание заслуженного тренера Молдавской ССР.
Старший тренер команды чемпионата Молдавской ССР «Динамо» Кишинёв (1974), обладатель Кубка, чемпион Молдавской ССР.
Работал в кишинёвском Республиканском техникуме физической культуры, в 1978 году окончил Высшую школу тренеров в Москве.
1978, 1980—1981 — тренер, 1979 — старший тренер «Нистру».
10 лет работал тренером в группе подготовки команды «Нистру», среди воспитанников — вратарь Александр Филимонов, Юрий Майстренко, Владимир Гудев, Раду Ребежа.
В конце 1993 года вновь возглавил «Зимбру». В 1994—1996 — главный тренер клуба «Спортул студенцеск».